# Tizenegy perc
A Tizenegy perc (Onze minutos) egy 2003-as Paulo Coelho-regény, témája egy Maria nevű fiatal prostituált élete.

## Cselekmény
|  | Alább a cselekmény részletei következnek! |

Maria 20 éves korában egy brazil kisvárosból Rióba utazik azzal a homályos céllal, hogy valaminek történnie kell, nem élhet olyan unalmasan, megszokottan, mint előtte. A Copacabana strandján egy férfi munkát ajánl neki. Svájcba utazik, ahol rövid de annál embertelenebb bárban táncolás után prostituáltként kezd dolgozni a Rue de Berne-en, Genf piros lámpás negyedének szívében. A regény fő kérdései a szexszel, szexualitással, prostitúcióval, megszentelt szexszel foglalkoznak; szex és szerelem kapcsolatáról szólnak.
Maria munkája során a szex rengeteg megnyilvánulásával találkozik az egyszerű, érzelemmentes aktustól a szado-mazochizmusig, és eközben a körülötte élők és kliensei életén gondolkodik, szerelemre vágyik, de egyben fél is tőle, végül is megtalálja az életben. A regény nagyszerűsége abban áll, hogy a szex igen kényes témájáról Coelho nem nyers durvasággal vagy hideg távolságtartással, hanem egyszerűen, nyugalommal, természetesen beszél legfelkavaróbb jelenetek során ugyanúgy, mint egy átlagos nap elmesélésénél, ami új megvilágításba helyezi a szexet, visszahelyezve a legtermészetesebb cselekvések sorába.
|  | Itt a vége a cselekmény részletezésének! |

## Inspiráció
Coelho egy rövid utószóban megjegyzi, hogy Irving Wallace az 1970-es években egy, az amerikai cenzúráról írt regényében egy könyvre hivatkozik, amely nem jelenhetett meg, a nem létező könyv címe Hét perc. Coelho elképzelte, mi lehet ebben a könyvben, majd a kézirat elolvasása után felvette a kapcsolatot az írójával, egy zürichi prostituálttal, majd utal egy másik bérnőre, aki a történet valódi inspirációját adta, s aki ma Lausanne-ban él férjével és két lányával.

## Magyarul
- Tizenegy perc; ford. Nagy Viktória; Athenaeum 2000, Bp., 2004

## Külső hivatkozások
- Paulo Coelho.lap.hu - linkgyűjtemény